# 1162

## Родени
Чингис Хан

## Починали
- Изяслав III, велик княз на Киевска Рус